# The Big Black
The Big Black – album stonermetalowego zespołu Orange Goblin wydany w 1999 roku.

## Charakterystyka albumu
Trzeci studyjny album zespołu. Materiał zawarty na tym albumie, to materiał niezwykle charakterystyczny dla Orange Goblin. Bogaty w zmiany tempa i melodii, bardzo urozmaicony, bogaty w efekty gitarowe. Na albumie użyto bardzo wielu sampli - niezrozumiałych monologów, odgłosów z baru - niezagłuszających jednak samej muzyki. Big Black w porównaniu z poprzednimi wydawnictwami to bardzo równy album.
Trzy pierwsze utwory to energetyczny, szybki stoner metal.
Cozmo Bonzo to lekko psychodeliczna ballada powoli rozwijająca się w utwór pełen mocnych hipnotyzujących riffów. W podobnym nastroju jest także 298 Kg.
Potem nastrój burzy Turbo Effalunt kolejny typowy, troszkę punkowy stoner. Tytuł utworu to aluzja do najsłynniejszego dzieła Tolkiena.
King of the Hornets to kolejny lekko hipnotyzujący utwór. Są tu jednak zmiany tempa i aranżacja z lekkim punkowym pazurem.
You'll Never Get to the Moon in That jest dziwnym utworem instrumentalnym. Jego aranżacja i sample wprost z baru przywodzą na myśl rozgrzewkę zespołu przed koncertem w małym klubie z wyszynkiem.
Szybki pełen gitarowych wstawek Alcofuel jest prawdopodobnie związany ze złą barową sławą frontmena.
Utwór tytułowy początkowo, przypominający balladę, szybko nabiera tępa i przechodzi w powolną, marszową stonerrockową, wykrzykiwaną piosenkę. Efekty w tle przywodzą na myśl Crop Circle i Goliath and the Vampires z Powertrip, albumu Monster Magnet. Na płycie ponownie pojawia się ukryty utwór. Tym razem są to zapisy automatycznej sekretarki matki Bena. Wybrano nagrania połączeń, które wykonał pijany Ward.

## Lista utworów
1. Scorpionica
2. Quincy the Pig Boy
3. Hot Magic, Red Planet
4. Cozmo Bonzo
5. 298 Kg
6. Turbo Effalunt (Elephant)
7. King of Hornets
8. You'll Never Get to the Moon in That
9. Alcofuel
10. The Big Black

## Wykonawcy
- Joe Horae - gitara
- Martyn Millard - gitara basowa
- Pete O'Malley - gitara
- Chris Turner - perkusja
- Ben Ward – wokal
- Harry Armstrong – wokal, gościnnie w Turbo Effalunt